# Wschodni Okręg Wojskowy (Federacja Rosyjska)

Okręgi wojskowe

Wschodni Okręg Wojskowy Sił Zbrojnych Federacji Rosyjskiej – jednostka administracyjno-wojskowa Sił Zbrojnych Federacji Rosyjskiej, obejmująca całość obiektów militarnych – w tym jednostki wojskowe, zakłady przemysłu zbrojeniowego, jednostki paramilitarne – stacjonujących we wschodniej części FR.
Utworzony został dekretem prezydenckim nr 1144 z 20 września 2010, na bazie Dalekowschodniego Okręgu Wojskowego i części związków wojskowych Syberyjskiego Okręgu Wojskowego, stacjonującego na tym terenie lotnictwa wojskowego oraz Floty Oceanu Spokojnego.
Siedziba dowództwa znajduje się w Chabarowsku, gdzie dowodzi Aleksandr Czajko.

## Struktura
Zjednoczone Dowództwo Strategiczne
- armie ogólnowojskowe:
  - 5 Armia Ogólnowojskowa;
  - 29 Armia Ogólnowojskowa;
  - 35 Armia Ogólnowojskowa;
  - 36 Armia Ogólnowojskowa;
- 11 Armia Sił Powietrznych i Obrony Przeciwlotniczej;
- Flota Oceanu Spokojnego[4].